# Neue Deutsche Biographie
Neue Deutsche Biographie (NDB) è uno dei più importanti e completi dizionari biografici in lingua tedesca.

## L'Opera
Neue Deutsche Biographie (traduzione letterale Nuova Biografia Tedesca) è una pubblicazione di riferimento biografica simile al Dizionario biografico degli italiani, al Dictionary of National Biography, al Dictionary of American Biography, all'American National Biography, Dictionary of Canadian Biography, Dictionary of Australian Biography, Dictionary of New Zealand Biography, Dictionary of Irish Biography (Irlanda), Svenskt biografiskt lexikon (Svezia) o all'Österreichisches Biographisches Lexikon 1815-1950 (ÖBL) (Austria).
NDB è pubblicata in tedesco dalla Commissione storica presso l'Accademia Bavarese delle Scienze e stampata da Duncker & Humblot a Berlino.
Il suo primo volume, che copre in ordine alfabetico i nomi da "Aachen" a "Behaim", è stato pubblicato nel 1953. Il volume più recente è il 25°, che copre i nomi da "Stadion" a "Tecklenborg", ed è stato pubblicato nel febbraio 2013. Finora, sono state pubblicate più di 21.800 biografie degli individui e delle famiglie, che vivevano in territori dove si parlavano lingue tedesche (Sprachraum). 2.400 ulteriori articoli dovrebbero essere aggiunti in tre ulteriori volumi, con completamento nel 2019. Un indice di catalogazione di tutti gli articoli e il testo integrale degli articoli nei primi 24 volumi, coprendo i nomi da "Aachen" a "Stader", sono disponibili gratuitamente online. Questo indice è anche parte del Portal Biographie (portale biografico). Questo progetto cooperativo della biblioteca di stato bavarese (Bayerische Staatsbibliothek), il Comitato storico presso l'Accademia bavarese delle scienze e delle scienze umane (Historische Kommission bei der Bayerischen Akademie der Wissenschaften), l'Accademia austriaca delle scienze e delle scienze umane (Österreichische Akademie der Wissenschaften) e la Fondazione Dizionario storico della Svizzera rende disponibili i dati anche di Allgemeine Deutsche Biographie (ADB), Österreichisches Biographisches Lexikon 1815-1950 (ÖBL) (dizionario biografico austriaco 1815-1950), Historisches Lexikon der Schweiz / Dictionnaire Historique de la Suisse / Dizionario Storico della Svizzera (HLS / DHS / DSS), Rheinland-Pfälzische Personendatenbank (RPPB) e Sächsische Biografie (biografia dei Sassoni).

## Storia
Deriva da Allgemeine Deutsche Biographie (ADB), opera che venne pubblicata dalla Commissione Storica della Bayerische Akademie der Wissenschaften (Accademia Bavarese delle Scienze) tra il 1875 e il 1912 in 56 volumi, stampati a Monaco di Baviera e a Lipsia da Duncker e Humblot. L'ADB contiene le biografie di circa 26 500 persone decedute prima del 1900 e vissute in un paese di lingua tedesca, o nei Paesi Bassi prima del 1648.  
La Neue Deutsche Biographie, è iniziata nel 1953; il 27º volume è uscito nel 2020.

## Volumi
1. Aachen – Behaim. 1953, ristampa 1971
2. Behaim – Bürkel. 1955, ristampa 1971
3. Bürklein – Ditmar. 1957, ristampa 1971
4. Dittel – Falck. 1959, ristampa 1971
5. Falck - Fyner (voran: Faistenberger). 1961, ristampa 1971
6. Gaál – Grasmann. 1964, ristampa 1971
7. Grassauer – Hartmann. 1966
8. Hartmann – Heske. 1969
9. Heß – Hüttig. 1972
10. Hufeland – Kaffsack. 1974
11. Kafka – Kleinfercher. 1977
12. Kleinhans – Kreling. 1980
13. Krell – Laven. 1982
14. Laverrenz - Locher-Freuler. 1985
15. Locherer - Maltza(h)n. 1987 ISBN 3-428-00196-6
16. Maly – Melanchthon. 1990 ISBN 3-428-00197-4
17. Melander – Moller. 1994 ISBN 3-428-00198-2
18. Moller – Nausea. 1997 ISBN 3-428-00199-0
19. Nauwach – Pagel. 1999 ISBN 3-428-00200-8
20. Pagenstecher – Püterich. 2001 ISBN 3-428-00201-6
21. Pütter – Rohlfs. Mit ADB & NDB-Gesamtregister auf CD-ROM. 2003 ISBN 3-428-11202-4
22. Rohmer – Schinkel. Mit ADB & NDB-Gesamtregister auf CD-ROM, seconda edizione. 2005 ISBN 3-428-11203-2
23. Schinzel - Schwarz. Con ADB & NDB - registrate su CD-ROM, terza edizione. 2007 ISBN 978-3-428-11204-3
24. Schwarz – Stader. Mit ADB & NDB-Gesamtregister auf CD-ROM, quarta edizione. 2010 ISBN 978-3-428-11205-0
25. Stadion - Tecklenborg. 2013 ISBN 978-3-428-11206-7
26. Tecklenburg – Vocke. 2016 ISBN 978-3-428-11207-4
27. Vockerodt – Wettiner. 2020 ISBN 978-3-428-11208-1